# Lista de filmes com temática LGBT da década de 1950
Esta é uma lista de filmes que contém personagens e/ou temática lésbica, gay, bissexual, ou transgênera lançados na década de 1950.

| Título                                  | Ano  | Direção                                | País                       | Gênero                     | Elenco                                                                                                | Anotações |
| --------------------------------------- | ---- | -------------------------------------- | -------------------------- | -------------------------- | --- | --- |
| All About Eve                           | 1950 | Joseph L. Mankiewicz                   | EUA                        | Drama                      | Bette Davis, Anne Baxter, George Sanders, Celeste Holm                                                | [ 1 ] [ 2 ] |
| Caged                                   | 1950 | John Cromwell                          | EUA                        | Drama                      | Eleanor Parker; Agnes Moorehead; Ellen Corby                                                          | Uma mulher presa por assalto à mão armada conhece algumas personagens lésbicas enquanto encarcerada                                   |
| Un chant d'amour                        | 1950 | Jean Genet                             | França                     | Curta                      | Java; André Reybaz                                                                                    | trad. Canção de Amor |
| Les Enfants Terribles                   | 1950 | Jean-Pierre Melville                   | França                     | Drama                      | Nicole Stéphane, Edouard Dermithe, Renée Cosima, Jacques Bernard, Jean Cocteau, Melvyn Martin         | [ 5 ] |
| Flicka Och Hyacinter                    | 1950 | Hasse Ekman                            | Suécia                     | Drama                      | Eva Henning, Ulf Palme, Anders Ek, Birgit Tengroth, Marianne Lofgren, Gösta Cederlund                 | trad. Garota com Jacintos |
| In a Lonely Place                       | 1950 | Nicholas Ray                           | EUA                        | Drama, Suspense            | Humphrey Bogart, Gloria Grahame, Frank Lovejoy, Carl Benton Reid, Art Smith, Martha Stewart           | Baseado no romance homônimo de Dorothy B. Hughes                                                                                      |
| Swain                                   | 1950 | Gregory J. Markopoulos                 | EUA                        | Curta                      | Gregory J. Markopoulos, Mary Zelles                                                                   | Um homem rejeita a heterossexualidade em uma narrativa em formato de sonho                                                            |
| Young Man with a Horn                   | 1950 | Michael Curtiz                         | EUA                        | Biográfico, Drama, Musical | Doris Day, Hoagy Carmichael, Juano Hernandez, Kirk Douglas, Lauren Bacall, Louis Armstrong            | Baseado no romance homônimo de Dorothy Baker, que por sua vez é baseado na vida de Bix Beiderbecke A personagem de Bacall é bissexual |
| Muchachas de Uniforme                   | 1951 | Alfredo B. Crevenna                    | México                     | Drama                      | Irasema Dilián, Marga López, Rosaura Revueltas                                                        | Refilmagem do filme alemão Mädchen in Uniform de 1931                                                                                 |
| Olivia                                  | 1951 | Jacqueline Audry                       | França                     | Drama                      | Edwige Feuillère, Simone Simon, Marie-Claire Olivia, Yvonne de Bray, Suzanne Dehelly, Danièle Delorme | Baseado na semi-autobiografia de Dorothy Bussy, chamado de "um marco para a representação lésbica"                                    |
| Strangers on a Train                    | 1951 | Alfred Hichcock                        | EUA                        | Suspense                   | Farley Granger; Ruth Roman; Robert Walker                                                             | Baseado no romance homônimo de Patricia Highsmith                                                                                     |
| Carnaval Atlântida                      | 1952 | José Carlos Burle                      | Brasil                     | Comédia, Musical           | Oscarito, Eliana Macedo, Cill Farney, María Antonieta Pons                                            | |
| Deshonra                                | 1952 | Daniel Tinayre                         | Argentina                  | Drama                      | Fanny Navarro, Golde Flami, Mecha Ortiz, Tita Merello                                                 | Uma moça é falsamente acusada de um crime e é enviada à prisão, onde outra mulher se torna sua protetora e amante                     |
| Calamity Jane                           | 1953 | David Butler                           | EUA                        | Comédia, Musical, Faroeste | Doris Day; Howard Keel; Allyn Ann McLerie                                                             | [ 15 ] |
| Glen or Glenda?                         | 1953 | Ed Wood                                | EUA                        | Drama                      | Ed Wood; Timothy Farrell; Dolores Fuller; Bela Lugosi                                                 | |
| Die Jungfrau auf dem Dach               | 1953 | Otto Preminger                         | EUA                        | Comédia                    | Hardy Krüger; Johannes Heesters; Johanna Matz                                                         | . trad. A Virgem No Telhado |
| I vitelloni                             | 1953 | Frederico Fellini                      | Itália                     | Comédia, Drama             | Alberto Sordi; Franco Fabrizi; Franco Interlenghi; Leopoldo Trieste                                   | |
| L'air de Paris                          | 1954 | Marcel Carné                           | França, Itália             | Drama                      | Jean Gabin; Arletty; Roland Lesaffre                                                                  | trad. O Ar de Paris Há uma homossexualidade implícita entre os personagens de Garbin e Lesaffre                                       |
| El-Anesah Hanafy                        | 1954 | Fatin Abdel Wahab                      | Egito                      | Comédia                    | Ismail Yasseen; Omar El-Hariri                                                                        | trad. Senhorita Hanafi Baseado em um artigo jornalístico de 1947                                                                      |
| Hästhandlarens flickor                  | 1954 | Egil Holmsen                           | Suécia                     | Drama, Romance             | Barbro Larsson, Margaretha Löwler, George Fant                                                        | Duas irmãs são suspeitadas de estarem envolvidas em um relacionamento lésbico                                                         |
| Huis-clos                               | 1954 | Jacqueline Audry                       | França                     | Drama                      | Arletty, Gaby Sylvia, Frank Villard, Yves Deniaud, Nicole Courcel, Danièle Delorme                    | Baseado na peça Entre quatro paredes de Jean-Paul Sartre, e co-roteirizado pelo mesmo                                                 |
| Johnny Guitar                           | 1954 | Nicholas Ray                           | EUA                        | Faroeste                   | Joan Crawford; Sterling Hayden; Mercedes McCambridge; John Carradine                                  | . Baseado no romance homônimo de Roy Chanslor                                                                                         |
| Mulher de Verdade                       | 1954 | Alberto Cavalcanti                     | Brasil                     | Drama                      | Inezita Barroso, Colé, Rachel Martins, Adoniran Barbosa, Maria Aparecida Baxter, Carlos Araújo, Ivaná | Participação da transformista Ivaná                                                                                                   |
| Amici per la pelle                      | 1955 | Franco Rossi                           | Itália                     | Drama, Comédia             | Geronimo Meynier, Andrea Sciré, Vera Carmi, Luigi Tosi, Carlo Tamberlani                              | A amizade entre dois garotos é abalada quando um deles ganha uma competição                                                           |
| The Big Combo                           | 1955 | Joseph H. Lewis                        | EUA                        | Suspense                   | Cornel Wilde; Richard Conte; Brian Donlevy; Jean Wallace                                              | Relacionamento implícito entre dois assassinos de aluguel                                                                             |
| As Diabólicas                           | 1955 | Henri-Georges Clouzot                  | França                     | Suspense, Terror           | Simone Signoret, Véra Clouzot, Paul Meurisse                                                          | . Baseado no romance Celle qui n'était plus de Pierre Boileau e Thomas Narcejac                                                       |
| Rebel Without a Cause                   | 1955 | Nicholas Ray                           | EUA                        | Drama                      | James Dean; Natalie Wood; Sal Mineo; Jim Backus; Ann Doran                                            | Subtexto Homoerótico |
| Spionage                                | 1955 | Franz Antel                            | Áustria                    | Suspense, Histórico        | Ewald Balser, Barbara Rütting, Gerhard Riedmann                                                       | Sobre Alfred Redl, chefe da contra-inteligência do Império Austro-Húngaro, porém apaga sua homossexualidade                           |
| Teaserama                               | 1955 | Irving Klaw                            | EUA                        | Erótico                    | Bettie Page, Tempest Storm, Cherrie Knight, Trudy Wayne, Chris LaChris, Twinnie Wallen                | Segue um espetáculo burlesco |
| Tea and Sympathy                        | 1956 | Vincente Minnelli                      | EUA                        | Drama                      | Deborah Kerr; John Kerr; Leif Erickson; Edward Andrews                                                | Roteirizado por Robert Anderson, baseado em sua peça homônima                                                                         |
| Anders als du und ich                   | 1957 | Veit Harlan                            | Alemanha Ocidental         | Drama                      | Christian Wolff; Paula Wessely; Paul Dahlke; Hans Nielsen                                             | trad. Diferente de Você e de Mim Sobre a homossexualidade                                                                             |
| Bundfald                                | 1957 | Palle Kjærulff-Schmidt, Robert Saaskin | Dinamarca                  | Crime, Drama               | Birgitte Price, Ib Mossin, Ghita Nørby, Bent Christensen                                              | Um jovem entra para uma gangue que o usa como isca para atrair homens gay para eles assaltarem e chantagearem                         |
| Les collégiennes                        | 1957 | André Hunebelle                        | França                     | Drama, Romance             | Marie-Hélène Arnaud, Christine Carère, Estella Blain, Gaby Morlay, Henri Guisol                       | trad. Amores de Colegiais Uma garota é transferida para um internato feminino e ganha vários admiradores, incluindo outra estudante   |
| Les oeufs de l'autruche                 | 1957 | Denys de La Patellière                 | França                     | Comédia                    | Pierre Fresnay, Simone Renant, Georges Poujouly                                                       | Um pai descobre que um filho é homossexual e que o outro é um gigolô                                                                  |
| Pablo y Carolina                        | 1957 | Mauricio de la Serna                   | México                     | Comédia, Romance           | Pedro Infante, Irasema Dilián, Alejandro Ciangherotti                                                 | [ 33 ] |
| The Strange One                         | 1957 | Jack Garfein                           | EUA                        | Suspense                   | Ben Gazzara, Pat Hingle, George Peppard                                                               | Baseado no romance e peça End as a Man, de Calder Willingham                                                                          |
| The Young Don’t Cry                     | 1957 | Alfred L. Werker                       | EUA                        | Drama                      | Sal Mineo, James Whitmore, J. Carrol Naish                                                            | Subtexto homoerótico |
| Bal de nuit                             | 1958 | Maurice Cloche                         | França                     | Drama                      | Pascale Audret, Claude Titre, Bernadette Lafont, Sophie Daumier, Micheline Francey, Roger Fradet      | trad. Um Passo Em Falso |
| Cat on a Hot Tin Roof                   | 1958 | Richard Brooks                         | EUA                        | Drama                      | Elizabeth Taylor, Paul Newman, Burl Ives, Judith Anderson, Jack Carson, Madeleine Sherwood            | Baseado na peça homônima de Tennessee Williams Subtexto homossexual.                                                                  |
| Kegareta Nikutai Seijo (汚れた肉体聖女) | 1958 | Michiyoshi Doi                         | Japão                      | Romance, Drama             | Miyuki Takakura, Mayumi Ôzora, Miho Jo, Chisako Hara, Reiko Seto, Kyôko Yashiro,                      | Uma história de amor entre duas freiras lésbicas                                                                                      |
| Mädchen in Uniform                      | 1958 | Géza von Radványi                      | Alemanha Ocidental, França | Drama                      | Hertha Thiele; Dorothea Wieck; Emilia Unda                                                            | trad. Senhoritas de Uniforme A segunda versão cinematográfica da peça homônima de Christa Winsloe, que também co-roteirizou o filme   |
| Les tricheurs                           | 1958 | Michael Carné                          | França, Itália             | Drama                      | Pascale Petit; Andréa Parisy; Laurent Terzieff; Jean-Paul Belmondo; Dany Saval                        | trad. Os Trapaceiros |
| Ben-Hur                                 | 1959 | William Wyler                          | EUA                        | Histórico, Ação, Drama     | Charlton Heston; Jack Hawkins; Haya Harareet; Stephen Boyd; Hugh Griffith                             | Baseado no romance Ben-Hur: uma história dos tempos de Cristo por Lew Wallace                                                         |
| Charles tante                           | 1959 | Poul Bang                              | Dinamarca                  | Comédia                    | Dirch Passer, Ove Sprogøe, Ebbe Langberg, Ghita Nørby, Annie Birgit Garde                             | Dois amigos convencem um terceiro a fingir ser a tia de um deles, uma acompanhante para eles poderem cortejar duas moças              |
| Compulsion                              | 1959 | Richard Fleischer                      | EUA                        | Suspense                   | Bradford Dillman; Orson Welles; Dean Stockwell; Diane Varsi                                           | . Baseado no romance homônimo de Meyer Levin                                                                                          |
| Quanto mais Quente melhor               | 1959 | Billy Wilder                           | EUA                        | Comédia, Romance           | Marilyn Monroe; Tony Curtis; Jack Lemmon                                                              | |
| Le secret du chevalier d'Eon            | 1959 | Jacqueline Audry                       | França, Itália             | Comédia                    | Andrée Debar, Bernard Blier, Dany Robin, Gabriele Ferzetti, Isa Miranda, Jean Desailly                | Para receber a herança do sogro, um homem finge que sua oitava filha é um menino Vagamente baseado na vida de Chevalier d’Eon         |
| Serious Charge                          | 1959 | Terence Young                          | Reino Unido                | Drama                      | Anthony Quayle, Sarah Churchill, Andrew Ray                                                           | Também conhecido como A Touch of Hell Um jovem criminoso falsamente acusa um vigário de o ter estuprado                               |
| South                                   | 1959 | Mario Prizek                           | Reino Unido                | Drama                      | Peter Wyngarde, Graydon Gould, Alan Gifford, John Harrison, Helena Hughes, Karl Lanchbury             | O mais antigo drama para a TV gay ainda existente                                                                                     |
| Suddenly, Last Summer                   | 1959 | Joseph L. Mankiewicz                   | EUA                        | Drama                      | Elizabeth Taylor; Katharine Hepburn; Montgomery Clift                                                 | Baseado na peça homônima por Tennessee Williams                                                                                       |
| Voulez-vous danser avec moi?            | 1959 | Michel Boisrond                        | França                     | Drama                      | Brigitte Bardot; Henri Vidal; Dawn Addams; Darío Moreno; Serge Gainsbourg                             | Baseado no romance The Blonde Died Dancing de Kelley Roos                                                                             |